# Mahmud Dschibril

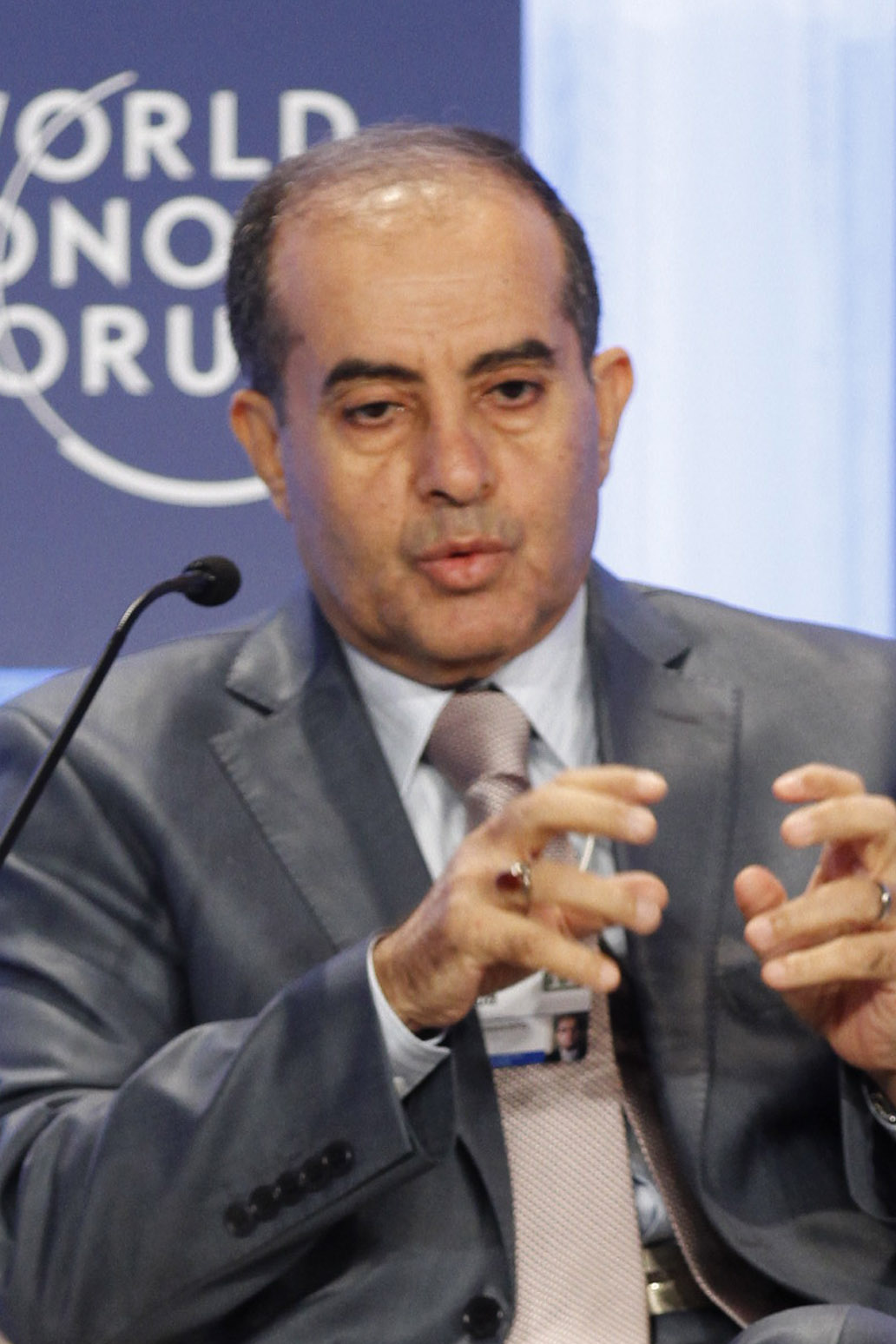
Mahmud Dschibril (2011)

Mahmud Dschebril (arabisch محمود جبريل, DMG Maḥmūd Ǧibrīl; auch Mahmoud G. ElWarfally; * 28. Mai 1952 in Bengasi; † 5. April 2020 in Kairo, Ägypten) war ein libyscher Politiker. Er war Gründungsmitglied des Nationalen Übergangsrats und von März bis Oktober 2011 Vorsitzender dessen Exekutivrats. Danach war er der Vorsitzende der Allianz Nationaler Kräfte.

## Leben
Dschibril studierte in den Vereinigten Staaten. Er wurde auf Initiative von Saif al-Islam al-Gaddafi nach Libyen zurückgeholt. Bis zum Bürgerkrieg in Libyen 2011 leitete er den Nationalen Wirtschaftlichen Entwicklungsfonds. Dabei versuchte er die libysche Wirtschaft zu öffnen und zu liberalisieren.
Kurz nach Ausbruch des Bürgerkriegs schloss er sich den Rebellen an. Im Übergangsrat war er erst einer der beiden Außenminister. Ende März 2011 wurde er zum Vorsitzenden des Exekutivrats ernannt. Anfang August 2011 präsentierte er einen Plan für die Zukunft Libyens nach Muammar al-Gaddafi. Nach der Ermordung von Abd al-Fattah Yunis entließ Dschibril zahlreiche Mitglieder des Übergangsrates. Am 29. September 2011 erklärte Dschibril, er werde nach der „völligen Befreiung“ Libyens kein Amt in einer zukünftigen Regierung übernehmen.
Im April 2020 starb er an den Folgen einer SARS-CoV-2-Infektion.